# Brighton, Colorado
Brighton är en stad (city) i Adams County, och  Weld County, i delstaten Colorado, USA. Enligt United States Census Bureau har staden en folkmängd på 34 069 invånare (2011) och en landarea på 51,8 km². Brighton är huvudort i Adams County.